# Junior Silva Ferreira
Junior Silva Ferreira (sinh ngày 26 tháng 9 năm 1994) là một cầu thủ bóng đá người Brasil.

## Sự nghiệp câu lạc bộ
Junior Silva Ferreira đã từng chơi cho Kyoto Sanga FC.